# In a Latin Bag
Albums de Cal Tjader
The Cal Tjader Quartet [II] Cal Tjader Live and Direct
In a Latin Bag est un album de la discographie de Cal Tjader sorti en 1961 qui contient une composition célèbre de Cal Tjader "Triste" largement reprise dans les compilations.

## Titres
1. Ben-Hur	 (A1) - 2:25  ∫ de Miklós Rózsa (reprise réarrangée)
2. Davito (A2) - 2:35	∫  de Cal Tjader
3. Green Dolphin Street (A3) - 5:30	∫ de Bronislaw Kaper et Ned Washington (reprise réarrangée)
4. Pauneto's Point (A4) - 3:04	∫ de Cal Tjader
5. Speak Low (A5) - 2:57	∫ de Kurt Weill et Ogden Nash (reprise réarrangée)
6. Triste (B1) - 4:01	∫ de Cal Tjader
7. Misty (B2) - 2:48  ∫ de Erroll Garner et Johnny Burke (reprise réarrangée)
8. Mambo In Miami (B3) - 2:40 ∫ d' Armando Peraza
9. Ecstasy (B4) - 2:30	∫ de Paul Horn
10. Half And Half	(B5) - 4:01 ∫ de Paul Horn

## Personnel & Enregistrement
Formation Septet de Cal Tjader .
- Enregistrement à Los Angeles, Californie le 28 et 29 août 1961. Masters Verve.

## Design de Couverture
- Illustré par une photo de Cal Tjader jouant du vibraphone (Plan serré en contre champs avec un éclairage de couleurs chaudes).
- Photographie de couverture : Pete Turner[3]

## Informations de Sortie
- Année de Sortie : 1961
- Intitulé : Cal Tjader - In a Latin Bag
- Label : Verve Records
- Référence Catalogue : Verve V6-8419
- Format : LP 33™ ou (12")
- Liner Notes : Dick Hadlock [4].

## Réédition FormatLP&CD
- Actuellement non réédité en CD et non remasterisé.

On trouve cependant quelques titres sur la compilation cd "Ultimate Cal Tjader" (verve) dont la sélection de titres et le Liner-notes ont été établis par Eddie Palmieri.
Autres références de compilation présentant le titre "Triste" : The Best Of Cal Tjader (Verve Records - Verve V6 8725) et  Return Engagement (Verve Records - Verve V3HB 8843)

## Observations particulières
Cal Tjader, signe 3 compositions pour cet album dont "Triste" repris sur plusieurs compilations. On notera le travail sur le titre "Speak Low" composé initialement par Kurt Weill et Ogden Nash.